# باب وادی
باب وادی (به عربی: باب‌الوادی) یک شهرداری در الجزایر است که در Bab El Oued District واقع شده‌است. باب وادی ۱۱٬۱ کیلومتر مربع مساحت و ۲۱۴٬۹۰۰ نفر جمعیت دارد.